# گمینا وانتسک
گمینا وانتسک (به لهستانی:  Gmina Łąck) یک گمینا در لهستان است که در شهرستان پوتسک، استان ماسوویان واقع شده‌است.
 گمینا وانتسک ۹۳٫۷۴ کیلومتر مربع مساحت و ۴٬۹۳۲ نفر جمعیت دارد.